# Morane-Saulnier 29
Le Morane-Saulnier 29 est un prototype d'avion militaire de la Première Guerre mondiale.